# Библиотека Лодзинского технического университета
Библиотека Лодзинского технологического университета (пол. Biblioteka Politechniki Łódzkiej, BPŁ) — библиотека Лодзинского технологического университета. Библиотека была основана в 1945 году. Она начала предлагать свои услуги с фондом в 930 томов и штатом в четыре человека. В настоящее время библиотека предлагает бесплатный доступ к более чем 250 тысячам книг и более 130 тысячам журналов, читальным залам, содержащим сотни мест для обучения, более 120 компьютерам и комнатам для индивидуального и группового обучения. В Главной библиотеке также находится центр WIKAMP (Виртуальный кампус Лодзинского технологического университета), а также художественная галерея Biblio-Art.

## Здание
Библиотека Лодзинского политехнического университета расположена в бывшем здании фабричного склада шерстяных изделий, принадлежащего Фредерику Вильгельму Швейкерту.
В 1908 году Акционерное общество шерстяных изделий, принадлежавшее Фридриху Вильгельму Швейкерту, купило участок площадью более 10 000 м2 по улице Вульчанской, 223. В 1910 году на участке было возведено пятиэтажное здание заводского депо. По первоначальным предположениям она должна была иметь ширину 21 метр и длину около 43 метров. При расширении в 1913 году здание было удлинено почти на 18 метров с восточной стороны. Кроме того, в северо-восточном углу была построена башня с резервуаром для воды наверху. Сейчас здание имеет ширину 22 м и длину 100 м. Несколько лет назад здание и его интерьер были обновлены и приспособлены под нужды библиотеки: заменены полы, оконные и дверные изделия, укреплены потолки, переоборудован интерьер. Проект ревитализации был разработан в Autorska Pracownia Projektowa ARTA Sp. z o.o. Официальное открытие здания библиотеки состоялось в 2004 году.

## Филиалы
Библиотечно-информационная сеть Лодзинского технологического университета состоит из Главной библиотеки, 6 отраслевых библиотек и институтских библиотек. В состав отраслевых библиотек входят:
- Библиотека гражданского строительства и архитектуры
- Химическая библиотека
- Библиотека биотехнологий и пищевых наук
- Библиотека электротехники и электроники
- Библиотека машиностроения
- Беллетристическая библиотека.

## Активы
В библиотеке собрана научная литература по представленным в университете направлениям и смежным дисциплинам, а также ведущие издания общей литературы. Печатные коллекции размещены на четырех этажах библиотеки в зоне свободного доступа и доступны для поиска в библиотечном каталоге Symphony, предоставленном компанией SirsiDynix.
Статистика 2016 года свидетельствует о том, что в библиотеке было:
- 254 598 книг;
- 138 843 журнала;
- 246 206 единиц считаются специальными коллекциями (польские стандарты, патенты, кандидатские диссертации и т.д.).

## Базы данных
Библиотека обеспечивает доступ к национальным и международным базам данных и онлайн-сервисам. Он предлагает 83 лицензированные базы данных, 7 941 электронный журнал и 209 901 электронную книгу. Электронные ресурсы включают, в частности, ProQuest, EBSCO, Elsevier, Электронная библиотека IEEE/IET, Библиотека Knovel, MEDLINE, Web of Knowledge и Онлайн-библиотека Wiley. Часть коллекции печатных ресурсов библиотеки переведена в цифровой формат, и доступ к ней можно получить через цифровую библиотеку, которая доступна в рамках Лодзинской областной цифровой библиотеки CYBRA.